# Scolacium
Scolacium ali Skylletion je bilo starodavno obmorsko mesto v Kalabriji v južni Italiji. Njegove ruševine je mogoče najti v frazionu Roccelletta, blizu Catanzara, s pogledom na zaliv Squillace.

## Zgodovina

### Grška doba
Scolacium je bil morda prvotno ustanovljen v 7. st. pr. n. št. na rtu Punta di Staletti.
Vsekakor je bil Scolacium od 6. st. pr. n. št. na vzhodni obali Kalabrije (antični Bruttium), na obali obsežnega zaliva, ki mu je dal ime Scylleticus Sinus.
Po tradiciji, ki je bila splošno sprejeta v starih časih, je Scolacium (starogrško Σκυλλήτιον) ustanovila atenska kolonija v Magni Graecii oz. del privržencev, ki so spremljali Menesteja v trojanski vojni. Solin tudi omenja, da so Skilacej ustanovili Atenci. Obstajalo je še eno izročilo, ki je svoj temelj pripisalo Odiseju. Vendar pa do Atenčanov ni kazalo nobenega prijateljstva.
Zdi se, da je bilo v tem obdobju manjše mesto in odvisno od Crotone, dokler je ni izpod njene oblasti iztrgal Dionizij starejši, ki jo je skupaj z ozemljem dodelil Lokrijcem.
V času druge punske vojne je bil še vedno majhen in nepomemben kraj, saj njegovo ime ni omenjeno med operacijami Hanibala v Bruttiumu, čeprav se zdi, da je imel nekaj časa svoj sedež v Castri Hannibalis zelo blizu Scolaciuma.

### Rimska doba
Leta 124 pr. n. št. so Rimljani na pobudo C. Grakha poslali kolonijo v Scolacium, za katero se zdi, da je prevzela ime Minervium ali Colonia Minervia. Ime je zapisal Velleius Scolatium; in obliko Scolacium najdemo tudi v napisu iz obdobja vladavine Antonina Pija, iz katerega je razvidno, da je kraj moral dobiti novo kolonijo pod cesarjem Nervo. Zdi se, da je Scolacium postal precejšnje mesto, potem ko je postal rimska kolonija, in tako se je nadaljevalo v celotnem Rimskem cesarstrvu.
Proti koncu tega obdobja je veljalo za rojstno mesto rimskega državnika Kasiodorja, ustanovitelja Vivarija, samostana, posvečenega sožitju menihov in puščavnikov, ki nam je zapustil podroben, a retoričen opis lepote njegovega položaja okoli leta 530 našega štetja in rodovitnosti njenega ozemlja. Kasiodor je omenil tudi proizvodnjo visoko drage terakote. Njegova vila je stala na Punta di Staletti.

## Arheološki park
Arheološki park Scolacium je v kraju Roccelletta di Borgia. Nekaj ostankov predrimskega mesta je ostalo, za razliko od rimske in pozne antične zgradbe, od katerih izstopajo glavni spomeniki, kot so Forum, gledališče in amfiteater (edini primer rimskega amfiteatra, najden v Kalabriji).
Med njimi je treba opozoriti tudi na ostanke tlakovanih ulic, akvaduktov, mavzolejev, drugih grobnih objektov, normanske bazilike in terme. Gledališče je slonelo na naravnem pobočju hriba in je lahko sprejelo okoli 5000 gledalcev. Zgrajeno je bilo v 1. stoletju in je bilo opremljena z novo sceno ob ustanovitvi kolonije Nerve, v povezavi z opaznim monumentalnim razvojem mesta in širitvijo celotnega mesta; bilo je tudi predmet številnih poznejših prenov, vse do 4. stoletja. Največ gradiva, odkritega med izkopavanji, izvira iz gledališča, med katerim izstopajo dragoceni arhitekturni fragmenti in kiparske skupine. Nedaleč stran od gledališča so ostanki amfiteatra, katerega gradnja sega v čas cesarja Nerve.
Znotraj parka sta tudi arheološki muzej in manjši muzej industrijske arheologije 20. stoletja.

## Kiparstvo
Leta 2006 je bila v parku postavljena skulptura z naslovom Časovni horizont, delo angleškega kiparja Antonyja Gormleyja.